# Hugo Ribbert
Hugo Ribbert, född 1 mars 1855 i Hohenlimburg, död 6 november 1920 i Bonn, var en tysk patolog.
Ribbert studerade i Bonn, tog medicinsk examen 1878 och anställdes kort därefter som assistent vid det patologiska institutet; han tog doktorsgraden 1880 och blev extra ordinarie professor 1883. Han kallades till Zürich 1892, förflyttades till Marburg 1900 och 1905 åter till Bonn. 
Ribbert bedrev en omfattande verksamhet som lärare och författare. Hans bortåt 300 skrifter behandlar de mest olikartade allmänt patologiska och patologisk-anatomiska ämnen. Inom bakteriologin arbetade han med bakteriernas tillstånd efter deras inträngande i kroppen, och han påvisade den bacill, som framkallar tarmdifteri hos kaninen. Andra arbeten behandlar regenerationen av större organ (som lever och njurar), inflammationer och emboli. Tillsammans med Naegeli påvisade han tuberkulosens enorma utbredning och betonade, att lungorna kunde angripas genom blodet när bronkialkörtlarna är infekterade. 
Ribbert var den förste, som lokaliserade de degenerativa processerna i njuren. Han studerade svulster och framställde en teori (Ribbert-Cohnheims teori) om deras genes, beskrev sällan förekommande svulsters natur och utveckling. Han kom i flera hänseenden i opposition till Rudolf Virchow. Att svulster växte ansågs bero på bortfall av vissa hämningsmekanismer hos cellerna, och han påvisade, att det vid tillväxten aldrig var tal om någon kontaktinfektion. Ribberts arbete på detta, och på flera andra områden, blev av grundläggande betydelse.